# Neuses bei Ansbach
Neuses bei Ansbach (amtlich: Neuses b.Ansbach, oft auch als Ansbach-Neuses bezeichnet, fränkisch: Naises) ist ein Gemeindeteil der kreisfreien Stadt Ansbach (Mittelfranken, Bayern). Die Gemarkung Neuses b.Ansbach hat eine Fläche von 8,264 km². Sie ist in 1246 Flurstücke aufgeteilt, die eine durchschnittliche Fläche von 6632,51 m² haben. In ihr liegen neben dem namensgebenden Ort die Gemeindeteile Strüth und Wasserzell und die Wasserzeller Mühle.

## Geografie
Durch das Dorf fließt die Fränkische Rezat. Im Norden gibt es eine Schwedenschanze (437 m ü. NHN), östlich davon liegt das Waldgebiet Stammholz, noch weiter nördlich befindet sich der Eulengraben. Der Ort bildet mit dem südöstlich gelegenen Ansbach eine geschlossene Siedlung. Er liegt an der Bundesstraße 13, die nach Ansbach (1,7 km südöstlich) bzw. nach Lehrberg (5 km nordwestlich) führt. Eine Gemeindeverbindungsstraße führt nach Wasserzell (1,2 km nordwestlich).

## Geschichte
Im Jahre 1132 wurde ein „Chunrat de Niusaze“ urkundlich erwähnt. Dies ist zugleich die erste urkundliche Erwähnung des Ortes. Es handelte sich um einen Herrensitz; der erwähnte Chunrat war vermutlich ein Burgvogt der Herren von Dornberg. Wie bei allen Orten, die Neuses heißen, bedeutet der Ortsname neuer Sitz. Neuses ist – schon dem Namen nach zu schließen – eine Spätsiedlung, die nicht wesentlich vor der urkundlichen Ersterwähnung entstanden ist.
Gottfried Stieber beschrieb den Ort in seinem 1761 erschienenen Werk „Historische und topographische Nachrichten von dem Fürstenthum Brandenburg-Onolzbach“ folgendermaßen:

„Ein von Onolzbach eine starke Viertelstunde weit gegen Abend in einer Ebene gelegenes- und mit verschiedenen schönen Gebäuden wohl ausnehmendes Weyler, dessen Einwohner mit dem Pfarr-Recht nach gedachten Onolzbach, dahin auch mit der Weltlichkeit, und zwar theils in das dasige Stifts- theils in das Hof-Casten-Amt eingehörig sind. Der Name dieses Ortes scheinet ursprünglich von denen Worten Neu Sitz oder Neue Ansitz und also gleich bey dessen Anbauung daher entstanden zu seyn, und wird in Urkunden mittlerer Zeiten insgemein Niußaze auch Niveßeze geschrieben. Dieser Ort mag wohl zugleich mit der Stadt Onolzbach an das Fürstenthum Burggrafthums Nürnberg gelanget seyn. Daß auch ehein ein adeliges Geschlecht den Namen desselben geführet, veroffenbahret sich aus dem ersten Tomo der Miscellaneor des Herrn Geheimen Raths von Jung woselbsten bey dem Jahr 1132 eines aus demselben, Namens Cunrat de Niußaze gedacht wird. Noch ist anzufügen, daß ein gewisser dortherum abendwärts in der Höhe liegender Acker á 3 Morgen im Burgstall genennet werde, woraus nicht undeutlich abzunehmen, daß in älteren Zeiten ein Castrum, so vornehmlich einem Ministeriali der Advocaten von Dornberg angehörte, daselbst anzutreffen gewesen.“

Im 16-Punkte-Bericht des Oberamtes Ansbach von 1684 wurden für Neuses 15 Mannschaften verzeichnet. Grundherren waren das Hofkastenamt Ansbach (3 Höfe, 1 Gut, 1 Gütlein), das Stiftsamt Ansbach (4 Anwesen), der Bürgermeister und Rat zu Ansbach (2 Anwesen), die Familie Flechtner (2 Anwesen), der Eigenherr Michael Weiß (1 Anwesen) und die Fürstlichen Kinder (1 Anwesen). Außerdem gab es ein Gemeindehirtenhaus. Das Hochgericht und die Dorf- und Gemeindeherrschaft übte das brandenburg-ansbachische Hofkastenamt Ansbach aus.
Gegen Ende des 18. Jahrhunderts gab es in Neuses 17 Anwesen. Das Hochgericht und die Dorf- und Gemeindeherrschaft übte weiterhin das Hofkastenamt Ansbach aus. Grundherren waren das Fürstentum Ansbach (Hofkastenamt Ansbach: 2 Höfe, 5 Söldengüter, 1 Wirtschaft, 1 freies Schutzgut; Stiftsamt Ansbach: 3 Söldengüter, 1 Tafernwirtschaft, 1 Bäckerhaus; Ansbacher Rat: 2 Söldengüter) und der Ansbacher Eigenherr Albert (1 Gut). Neben den Anwesen gab es noch kommunale Gebäude (Hirtenhaus, Brechhaus). Von 1797 bis 1808 unterstand der Ort dem Justiz- und Kammeramt Ansbach. Der Gipsabbau spielte zu dieser Zeit eine wichtige Rolle.
Im Jahre 1806 kam Neuses an das Königreich Bayern. Im Rahmen des Gemeindeedikts wurde Neuses dem 1809 gebildeten Steuerdistrikt Schalkhausen zugeordnet. Am 23. Juni 1810 erfolgte die Neubildung des Steuerdistrikts Neuses bei Ansbach, zu dem Hürbel am Rangen, Schmalenbach, Schmalenbacher Mühle, Wasserzell und Wasserzeller Mühle gehörten. Die Ruralgemeinde Neuses entstand 1811 und war deckungsgleich mit dem Steuerdistrikt. Sie war in Verwaltung und Gerichtsbarkeit dem Landgericht Ansbach zugeordnet und in der Finanzverwaltung dem Rentamt Ansbach (1919 in Finanzamt Ansbach umbenannt). Im Zuge des Zweiten Gemeindeedikts (1818) erfolgte die Umgemeindung des Ortes Strüth von Hennenbach nach Neuses und der Orte Hürbel, Schmalenbach und Schmalenbacher Mühle von Neuses nach Lehrberg. Ab 1862 gehörte Neuses zum Bezirksamt Ansbach (1939 in Landkreis Ansbach umbenannt). Die Gerichtsbarkeit blieb beim Landgericht Ansbach, von 1870 bis 1879 war das Stadt- und Landgericht Ansbach zuständig, seit 1880 ist es das Amtsgericht Ansbach. Die Gemeinde hatte 1964 eine Gebietsfläche von 8,330 km².
1957 wurde der Gemeindename von Neuses nach Neuses bei Ansbach geändert. Im Zuge der Gebietsreform in Bayern wurde Neuses mit seinen Gemeindeteilen am 1. Juli 1972 nach Ansbach eingemeindet.

### Baudenkmäler
In Neuses gibt es neun Baudenkmäler:
- Rezatstraße 9: zweigeschossiger Massivbau mit Walmdach und Schleppgauben sowie geohrter Tür mit brandenburgischem Wappen, bezeichnet 1791
- Rothenburger Straße 16 (ehemals Markgräfliches Gutshaus): seit 1699 im Besitz der Freiherren v. Seefried, zweigeschossiger Massivbau des 18. Jahrhunderts mit rustizierten Ecklisenen und Walmdach mit Schleppgauben. Zugehörige gleichzeitige Fachwerkscheune mit Krüppelwalm und Schleppgauben.
- Rothenburger Straße 18: Bauernhaus mit Scheune
- Rothenburger Straße 20: Ehemaliges Gasthaus mit Scheune
- Rothenburger Straße 22: Ehemaliges Bauernhaus mit Scheune und Einfriedung
- Rothenburger Straße 55 (ehemals Gästehaus der Markgrafen, später Gasthaus zum roten Adler): zweigeschossiger Massivbau des 18. Jahrhunderts mit Putzfeldergliederung, rustizierten Ecklisenen, Walmdach und Stichbogenportal mit gerader Verdachung
- Rothenburger Straße 57: Ehemaliges Bauernhaus
- Rothenburger Straße 63: Wohnhaus mit Scheune
- Rezatbrücke der Barockzeit mit zwei gemauerten Bögen und Brüstung aus Sandsteinquadern

### Bodendenkmäler
In der Gemarkung Neuses gibt es sieben Bodendenkmäler.

### Einwohnerentwicklung
Gemeinde Neuses
| Jahr      | 1818   | 1840   | 1852   | 1855   | 1861   | 1867   | 1871   | 1875   | 1880   | 1885   | 1890   | 1895   | 1900   | 1905   | 1910   | 1919   | 1925   | 1933   | 1939   | 1946   | 1950   | 1952   | 1961   | 1970   |
| Einwohner | 349    | 323    | 361    | 344    | 338    | 339    | 374    | 383    | 386    | 390    | 377    | 371    | 353    | 347    | 372    | 408    | 424    | 424    | 432    | 609    | 633    | 629    | 746    | 957    |
| Häuser    | 60     | 60     |        |        |        |        | 61     |        |        | 61     | 60     |        | 64     |        |        |        | 64     |        |        |        | 84     |        | 112    |        |
| Quelle    | [ 21 ] | [ 22 ] | [ 23 ] | [ 23 ] | [ 24 ] | [ 25 ] | [ 26 ] | [ 27 ] | [ 28 ] | [ 29 ] | [ 30 ] | [ 23 ] | [ 31 ] | [ 23 ] | [ 32 ] | [ 23 ] | [ 33 ] | [ 23 ] | [ 23 ] | [ 23 ] | [ 34 ] | [ 23 ] | [ 15 ] | [ 35 ] |

Ort Neuses
| Jahr      | 001818 | 001840 | 001861 | 001871 | 001885 | 001900 | 001925 | 001950 | 001961 | 001970 | 001987 |
| Einwohner | 113    | 108    | 128    | 142    | 142    | 138    | 171    | 323    | 399    | 710    | 895    |
| Häuser    | 19     | 22     |        |        | 22     | 24     | 25     | 45     | 66     |        | 154    |
| Quelle    | [ 21 ] | [ 22 ] | [ 24 ] | [ 26 ] | [ 29 ] | [ 31 ] | [ 33 ] | [ 34 ] | [ 15 ] | [ 35 ] | [ 1 ]  |

## Religion
Der Ort ist seit der Reformation evangelisch-lutherisch geprägt und bis heute nach St. Johannis (Ansbach) gepfarrt. Die Einwohner römisch-katholischer Konfession sind nach St. Ludwig (Ansbach) gepfarrt.